# Materialismo eliminativo

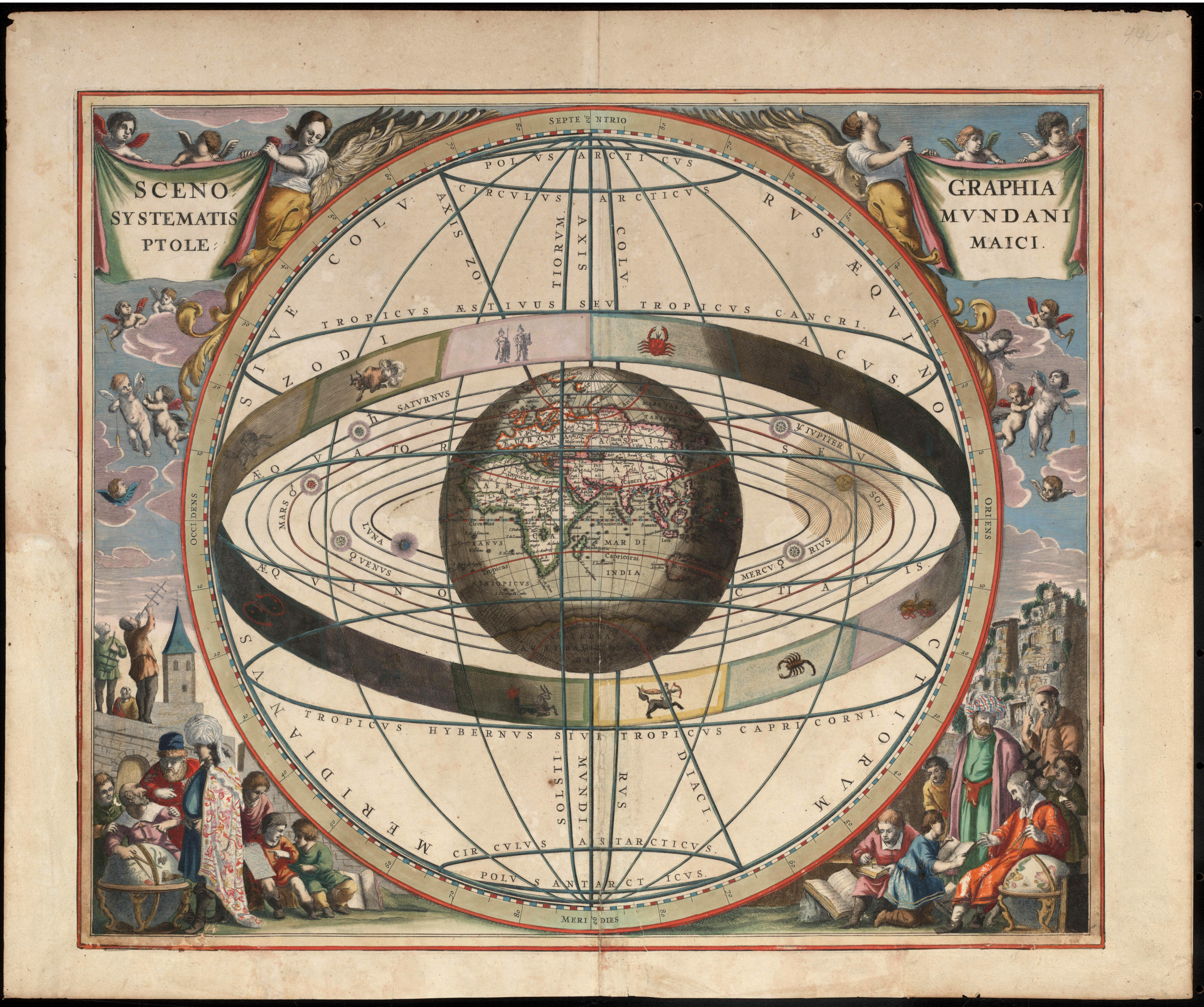
Los eliminativistas argumentan que la creencia moderna en la existencia de fenómenos mentales es análoga a la antigua creencia en teorías obsoletas como el modelo geocéntrico del universo.

En la filosofía de la mente, el materialismo eliminativo o eliminativismo es una forma radical de materialismo (fisicalismo).

## Planteamiento
Los materialistas eliminativos creen que la conciencia es un epifenómeno de la función cerebral, y algunos creen que el concepto terminará siendo eliminado tan pronto como la neurociencia progrese. De una manera similar argumentan que los conceptos de la psicología popular como los son las creencias, los deseos, y las intenciones, son ilusorias y por lo tanto no tienen un sustrato neurológico consistente.
La visión del mundo según la cual todo es materia siguiendo leyes físicas, y en la que el cerebro es la única realidad existente en los mal denominados «fenómenos mentales», es criticada usualmente por partidarios de una visión mentalista o dualista, incluyendo casos de emergentistas que piensan que la mente es algo que "emerge" y se separa ontológicamente del cuerpo. Estas críticas apelan a la realidad de los «qualia» y la consciencia dado que son directamente percibidos.
Martín López Corredoira, desde una posición materialista, sale al paso de esos argumentos: tales percepciones son una pura ilusión, una fantasía, sueños sobre algo irreal.
Los que apoyan esta visión, comúnmente hacen comparaciones con las anteriores teorías científicas que ya han sido eliminadas, como la de los cuatro humores, la teoría de medicina, la teoría de la combustión atribuida al flogisto, y la teoría de la vida 'fuerza vital' (de Stahl -stahlianismo- y el vitalismo en general ―como el de Hans Driesch―). En estos casos, la ciencia no ha producido versiones más detalladas de estas teorías, sino que las ha rechazado como obsoletas. Los materialistas eliminativos argumentan que la psicología popular se encamina hacia el mismo escenario. De acuerdo a Willard Van Orman Quine, tomará decenas de años antes de que la psicología popular sea remplazada por la ciencia real.[cita requerida]
Esta forma de materialismo es principalmente asociada con los filósofos Paul y Patricia Churchland, aunque filósofos como Daniel Dennett, Jonás Barnaby y Lynne Rudder Baker también se considerarían a sí mismos como "eliminativos" respecto de muchos aspectos de la psicología.

## Argumentos filosóficos contra el eliminativismo

### Reservas intuitivas
La tesis del eliminativismo parece ser tan obviamente errónea para muchos críticos, bajo el argumento de que las personas saben de inmediato e indudablemente que tienen mentes, que la argumentación parece innecesaria. Este tipo de intuición se ilustra al preguntar qué sucede cuando uno se pregunta con sinceridad si uno tiene estados mentales. Los eliminativistas se oponen a tal refutación de su posición al afirmar que las intuiciones a menudo son erróneas. Las analogías de la historia de la ciencia se invocan con frecuencia para apoyar esta observación: puede parecer obvio que el sol viaja alrededor de la tierra, por ejemplo, pero a pesar de su aparente obviedad, esta concepción se demostró errónea, sin embargo. Del mismo modo, puede parecer obvio que aparte de los eventos neuronales también hay condiciones mentales. Sin embargo, esto también podría ser falso.
Pero incluso si uno acepta la susceptibilidad al error de las intuiciones de las personas, la objeción puede reformularse: si la existencia de condiciones mentales parece perfectamente obvia y es central en la concepción del mundo de las personas, entonces se necesitan argumentos enormemente fuertes para negar con éxito existencia de condiciones mentales. Además, estos argumentos, para ser consistentes, deben formularse de una manera que no suponga la existencia de entidades como "estados mentales", "argumentos lógicos" e "ideas"; de lo contrario, son autocontradictorias. Los que aceptan esta objeción dicen que los argumentos a favor del eliminativismo son demasiado débiles para establecer un concepto tan radical; por lo tanto, no hay razón para creer en el eliminativismo.

### Auto refutación
Algunos filósofos, como Paul Boghossian, han intentado mostrar que el eliminativismo es en cierto sentido auto refutable, ya que la teoría misma presupone la existencia de fenómenos mentales. Si el eliminativismo es verdadero, entonces el eliminativista debe permitir una propiedad intencional como la verdad, suponiendo que para afirmar algo uno debe creerlo. Por lo tanto, para que el eliminativismo se afirme como una tesis, el eliminativista debe creer que es verdad; si ese es el caso, entonces hay creencias y el reclamo eliminativista es falso.
Georges Rey y Michael Devitt responden a esta objeción invocando teorías semánticas deflacionistas que evitan analizar predicados como "x es verdadero" como la expresión de una propiedad real. Se interpretan, en cambio, como dispositivos lógicos, de modo que afirmar que una oración es verdadera es solo una forma citada de afirmar la oración misma. Decir, "Dios existe, es verdad" es solo decir, "Dios existe". De esta manera, argumentan Rey y Devitt, en la medida en que los reemplazos disposicionales de los "reclamos" y los relatos deflacionarios de "verdadero" son coherentes, el eliminativismo no se refuta a sí mismo.

### Qualia
Otro problema para el eliminativista es la consideración de que los seres humanos experimentan experiencias subjetivas y, por lo tanto, sus estados mentales conscientes tienen qualia. Como los qualia generalmente se consideran características de los estados mentales, su existencia no parece ser compatible con el eliminativismo. Los eliminativistas, como Daniel Dennett y Georges Rey, responden rechazando las qualia. Esto se ve como problemático para los oponentes de los eliminativistas, ya que muchos afirman que la existencia de qualia parece perfectamente obvia. Muchos filósofos consideran la "eliminación" de los qualia inverosímil, si no incomprensible. Afirman que, por ejemplo, la existencia del dolor simplemente está más allá de la negación.
Admitiendo que la existencia de qualia parece obvia, Dennett sin embargo afirma que "qualia" es un término teórico de una metafísica obsoleta derivada de intuiciones cartesianas. Argumenta que un análisis preciso muestra que el término está a la larga vacío y lleno de contradicciones. La afirmación del eliminativista con respecto a las qualia es que no hay evidencia imparcial de tales experiencias cuando se consideran como algo más que actitudes proposicionales. En otras palabras, no niegan que el dolor existe, sino que existe independientemente de su efecto sobre el comportamiento. Influenciados por las Investigaciones Filosóficas de Ludwig Wittgenstein, Dennett y Rey han defendido el eliminativismo sobre las qualia, incluso cuando se aceptan otras partes de lo mental.

### Eficacia de la psicología popular
Algunos filósofos simplemente argumentan que la psicología popular es una teoría bastante exitosa. Los teóricos de la simulación dudan de que la comprensión de la gente de lo mental pueda explicarse en términos de una teoría en absoluto. Por el contrario, argumentan que la comprensión de las personas sobre los demás se basa en simulaciones internas de cómo actuarían y responderían en situaciones similares. Jerry Fodor es uno de los objetores que cree en el éxito de la psicología popular como teoría, ya que crea una forma efectiva de comunicación en la vida cotidiana que puede implementarse con pocas palabras. Tal efectividad nunca podría lograrse con una terminología neurocientífica compleja.

### Argumentos sobre la diferencia entre naturalismo y fisicalismo
Noam Chomsky (2000) ha señalado que el “proyecto del fisicalismo” en la filosofía de la mente está mal encaminado. Chomsky está de acuerdo con el proyecto del naturalismo metodológico, según el cual la mejor manera de obtener conocimiento es mediante procedimientos científicos, de modo que si queremos obtener conocimientos acerca de la mente, entonces debemos confiar en los procedimientos que utiliza la ciencia para estudiar la mente, como uno más de sus objetos de estudio. 
Pero para Chomsky el proyecto del fisicalismo es distinto del proyecto naturalista. De acuerdo a este autor, el proyecto fisicalista es fundamental para la filosofía analítica, en él desempeñan un papel central la argumentación y el debate filosóficos y metafísicos. Sin embargo, ninguna de estas características es propia del proyecto naturalista: este último confía en los procedimientos de la ciencia natural, y en él no es claro que la argumentación filosófica o metafísica cumplan un papel determinante. 
De esta manera, en la medida en que ambos proyectos son distintos, para Chomsky el proyecto fisicalista es en cierta forma ilegítimo. De acuerdo a este autor, la paradoja es que incluso para los propios fisicalistas, parece ser que el proyecto fisicalista no es recomendable, puesto que ellos dicen adherir al naturalismo metodológico (Chomsky, 2000; Stoljar, 2016).
El filósofo Steven Horst (2007), por su parte, en su libro Beyond Reduction: Philosophy Of Mind And Post-Reductionist Philosophy Of Science, sostiene que, mientras que en gran parte de la filosofía de la mente se presupone que la mente es especial o única por ser aparentemente irreductible a lo físico, la realidad es que en la filosofía de la ciencia actual existe consenso sobre que el reduccionismo interteórico es insostenible en las ciencias en general. El reduccionismo en filosofía de la ciencia fue propuesto inicialmente por los positivistas lógicos como Ernest Nagel. De acuerdo a E. Nagel, las leyes de una teoría científica deberían poder derivarse deductivamente de las leyes de otra teoría más básica en combinación con “leyes puente” que conecten los predicados de ambas teorías (Horst, 2007). Es, por tanto, un proyecto unificacionista, y por lo general considera a la física como la “ciencia básica” reductora de las demás, que serían “ciencias especiales”. Sin embargo, de acuerdo a Horst (2007), en la filosofía de la ciencia posterior a mediados del siglo XX existe consenso acerca de que cada ciencia tiene sus métodos, conceptos y objetos de estudio propios, y el proyecto unificacionista y reduccionista ya se demostró fracasado. Para este autor, la filosofía de la mente es única en haberse quedado atrasada en los presupuestos de la filosofía de la ciencia de la primera mitad del siglo XX. Horst señala que la situación no es que la biología, la química y todas las demás ciencias se reduzcan claramente a la física, mientras que la ciencia de lo mental tenga una “brecha explicativa” única y peculiar, sino que “en las ciencias hay brechas explicativas por todas partes” (“in the sciences it is explanatory gaps all the way down”) (Horst, 2007, p. 4).
Horst propone además su teoría del pluralismo cognitivo, que afirma que creamos modelos científicos de rasgos locales de los distintos objetos de estudio, modelos que son en gran medida autónomos y no son siempre posibles de integrar entre sí. El autor menciona la posibilidad de, a partir del anti-reduccionismo, adoptar alguna forma de fisicalismo no reductivo, según la cual lo mental superviene en lo físico. Sin embargo, Horst descarta esta posibilidad, señalando que, una vez que se ha descartado la reducción, no hay motivos para preferir el fisicalismo a sus alternativas. Luego Horst aborda el término “naturalismo”, y señala que todos o casi todos los filósofos de la mente se autodefinen como “naturalistas”. Sin embargo, existe otro sentido del término “filosofía naturalista”, uno que se usa en el contexto más amplio de la filosofía de la ciencia contemporánea, y que es incompatible con el sentido que los filósofos de la mente le dan. En la filosofía de la ciencia posterior a mediados del siglo XX, la idea de la validación externa por reducción ha sido ampliamente rechazada, y por buenos motivos, señala Horst.
Igualmente, la idea de que la física es la “ciencia básica”, y de que las teorías de las demás ciencias (“ciencias especiales”) deberían poder obtenerse realizando silogismos y cálculos puramente analíticos a partir de los postulados de la física (deberían poder “reducirse” a la física) solo persiste al interior de la filosofía de la mente, que se ha quedado estancada en el pasado. No es necesario que unas teorías se reduzcan a otras para validarse; cada ciencia tiene sus propios objetos y métodos particulares, y funciona de manera autónoma. Esta es la “autonomía” de los dominios científicos. Por tanto, no es necesario que la psicología se reduzca a la neurociencia o a otra ciencia supuestamente más básica. Además, no hay una “ciencia básica” privilegiada que sea el criterio para validar a otras ciencias por reducción de las segundas a la primera (Horst, 2007).
En la filosofía de la ciencia contemporánea, “naturalismo” se refiere a la filosofía de la ciencia según la cual cada ciencia se valida de manera interna, con sus propios métodos, estrategias y objetos de estudio. Es decir, “naturalismo” significa que no se puede definir de manera a priori, puramente filosófica, un criterio general para todas las ciencias, según el cual deban regirse para obtener conocimiento legítimo (Horst, 2007). Horst argumenta que esto es completamente incompatible, y de hecho contradictorio, con el sentido que los filósofos de la mente fisicalistas le dan al término “naturalismo”, puesto que ellos parten de la idea de la necesidad de eliminar de nuestra ontología todo aquello que no pueda reducirse.

## Argumentos científicos contra el eliminativismo

### Neurociencia cognitiva
Varios neurocientíficos y neurobiólogos sostienen que los qualia existen y no son eliminables, contradiciendo al materialismo eliminativo y a las pretensiones del fisicalismo de la filosofía de la mente. Entre los neurocientíficos que afirman explícitamente que los qualia sí existen y usan el término (“qualia” es un término filosófico, no propiamente científico) están: Gerald Edelman, Antonio Damasio, Vilayanur Ramachandran y Rodolfo Llinás. 

#### Gerald Edelman
La teoría neurobiológica de Gerald Edelman divide a la consciencia en dos: consciencia primaria, que contiene imágenes, es pre-lingüística, se limita al momento presente y los animales la poseen; y consciencia de orden superior, que está presente solo en seres humanos, incluye el lenguaje, los recuerdos explícitos de largo plazo y la planificación del futuro. Los qualia son propiedades de la consciencia primaria (Edelman, 1992; Edelman 2004). En su libro Bright Air, Brilliant Fire, Edelman (1992) señala que la solución al problema de la consciencia no puede venir de la reflexión filosófica pura sino del estudio científico de ciertos sistemas biológicos y su evolución. Edelman señala también que, a diferencia de las ciencias, la filosofía es no-modesta, es decir que las teorías filosóficas pretenden aplicarse a la totalidad de la realidad existente. Por otra parte, critica severamente al computacionalismo fuerte en la ciencia cognitiva (Edelman, 1992). Edelman asevera además lo siguiente:

“Una de las alternativas que definitivamente no parece factible es ignorar por completo la realidad de los qualia, formular una teoría de la conciencia que busque por sus solas descripciones transmitir a un hipotético observador “libre de qualia” lo que es sentir calor, ver verde, y así sucesivamente. En otras palabras, es un intento de proponer una teoría basada en una especie de visión-de-Dios de la conciencia. Pero ninguna teoría científica de cualquier tipo puede presentarse sin asumir desde el comienzo que los observadores tienen sensación, así como percepción. Asumir algo distinto es consentir  los errores de las teorías que postulan formulaciones sintácticas en correspondencia con interpretaciones objetivistas- teorías que ignoran la corporización (embodiment) como fuente de significado. No hay un observador científico sin qualia.”
Gerald Edelman, 1992, p. 114.

Edelman además rechaza explícitamente el dualismo cartesiano en la explicación de la consciencia, y también manifiesta claramente su postura en contra del conductismo. Esto implicaría que no es cierto que aceptar la existencia de experiencias subjetivas conlleve aceptar el dualismo cartesiano como Dennett supone.

#### Rodolfo Llinás
Otro neurocientífico, Rodolfo Llinás, después de citar a algunos autores del campo de la filosofía de la mente, señala que él usa la palabra “qualia” para referirse a experiencias generadas por el sistema nervioso tales como la de un color, un dolor o una nota musical. 
De manera similar que Edelman, Llinás afirma que a las teorías que minusvaloran los qualia les falta una perspectiva evolutiva adecuada. Llinás menciona dos tipos de teorías sobre los qualia: uno que sostiene que son un epifenómeno de la consciencia sin eficacia causal, y otro que sostiene que los qualia solo están presentes en organismos superiores como los seres humanos, pero que los organismos inferiores como los insectos son autómatas biológicos sin qualia. Llinás sostiene que en realidad estas dos clases de teorías son semejantes entre sí. En general, ellas plantean que la mayoría de las funciones cerebrales no participan en los qualia, y que los qualia a su vez no forman parte de la mayoría de los procesos cerebrales. Además, tales perspectivas sostienen que, incluso cuando hay qualia, ellos son efímeros y poco confiables, y solo retrospectivamente los sujetos se hacen ideas o se percatan acerca de ellos. Por ejemplo, una persona está viendo un partido de fútbol y le roban la billetera. No se da cuenta, pero después de un rato, al notar la ausencia de su billetera, recordará que sintió una sensación como un tacto en su pierna. 
Llinás, de manera opuesta a tales enfoques, opina que los qualia fueron esenciales para la evolución misma del sistema nervioso, y para que este llegara a ser lo que es hoy en los organismos superiores. Los animales inferiores tenían sensaciones (qualia), y ellas les permitían predecir su ambiente y realizar movimientos motores adecuados. Así, la evolución fue haciendo que ciertas partes interiores del cuerpo migraran a la periferia y se convirtieran en órganos especializados en producir sensaciones conscientes en distintas modalidades, o sea, en producir qualia. Para Llinás, no es correcto sostener que los qualia no desempeñan un rol relevante en el funcionamiento del sistema nervioso y la mente de los seres humanos. Tuvieron un rol relevante en la evolución de tal sistema, y lo desempeñan también hoy a lo largo de nuestras vidas. Llinás sostiene además que el problema de la cognición es, antes que nada, un problema que debe ser investigado empíricamente, y por tanto no es un problema filosófico (Llinás, 2001).

#### Antonio Damasio
Otro neurocientífico que postula qualia es Antonio Damasio. Él llama “qualia” a las imágenes visuales, auditivas y de otras modalidades sensoriales. Damasio señala: “Qualia son las cualidades sensoriales básicas que se hallan en el azul del cielo o en el timbre de sonido que produce una viola, los componentes fundamentales de las imágenes en la metáfora fílmica” (Damasio, 2000, p. 25).
Damasio es un neurocientífico al que le parece que la filosofía puede hacer interesantes aportes al estudio de la cognición y la consciencia. En su libro Sentir lo que sucede, menciona que ha leído libros de Searle, Chalmers, los Churchland y otros filósofos acerca de la consciencia (Damasio, 2000). Para él, al igual que para la gran mayoría de los neurocientíficos, la subjetividad no es ningún tabú: las experiencias subjetivas existen y la ciencia las estudia. Damasio comenta en Sentir Lo Que Sucede que, en su opinión, ninguna acumulación de saber neurocientífico le permitirá a alguien tener las experiencias subjetivas de otra persona. Para esto nos propone imaginar una situación en la que disponemos de un escáner cerebral muchísimo mejor que los disponibles hoy, que permite visualizar con toda claridad las distintas áreas corticales y subcorticales, y los circuitos que participan en los procesos visuales de un sujeto. El escáner es tan bueno que proporciona al lector los detalles de las descargas de las neuronas e incluso de la química y física cerebral. El sujeto a quien el lector examina con el escáner es Damasio mismo, quien está observando la bahía de San Francisco, junto a él. Mientras Damasio forma una imagen subjetiva, el lector puede escanear su cerebro, pero nada de esto le permite al lector ver la imagen que Damasio ve. Sin embargo, observando él mismo la bahía de San Francisco, el lector sí puede hacerse una idea de lo que Damasio ve. Observando el escáner, uno puede conocer los correlatos cerebrales de la experiencia de Damasio mientras él observa la bahía, pero nunca la experiencia misma. A la vez, estando uno allí junto a Damasio, uno es capaz de observar la bahía de San Francisco y tener la experiencia visual de ella, pero la obtiene desde su perspectiva personal. Una es la experiencia del lector y otra es la experiencia de Damasio, y no son la misma. Cada una es privada y propia de un sujeto individual (Damasio, 2000).
Además, agrega este autor, para tener la experiencia de la bahía de San Francisco, él no necesita conocer nada de la neurobiología de su propio cerebro y experiencia, y el hecho de que él pueda evocar su conocimiento neurobiológico de cómo formamos imágenes visuales no agrega nada a su experiencia visual misma. Damasio comenta luego el experimento mental de Frank Jackson acerca de Mary, la neurocientífica experta en la neurobiología del color cromático que creció en una habitación en blanco y negro. Este autor está de acuerdo en que el conocimiento neurobiológico y físico no le proporciona a Mary la experiencia de los colores. Pero está en desacuerdo respecto a que esto pruebe que el saber neurobiológico y científico es inadecuado para explicar la visión del color. Dar una explicación científica de algo mental es algo totalmente distinto de tener esa experiencia mental subjetiva. Pero la explicación neurobiológica es una explicación científica adecuada de esa experiencia. Ahora bien, Mary podría conocer los correlatos neurales de la experiencia de los colores, pero eso no le permitiría tener la experiencia misma. Damasio agrega que la mente y sus cualidades son entidades reales y no son ilusiones, y que debe estudiárselas científicamente como tal, esto es, como entidades subjetivas, privadas y personales, y agrega que

“No tiene sentido alegar que la experiencia subjetiva no es accesible científicamente: igual que la objetiva, requiere de un número suficiente de observadores dedicados a efectuar investigaciones rigurosas conforme a un mismo diseño experimental; y que las observaciones sean comprobadas por otros investigadores y entreguen parejos resultados. Además, el conocimiento extraído de observaciones subjetivas –esto es, de atisbos introspectivos- puede inspirar experimentos objetivos y, no menos importante, explicaciones de la experiencia subjetiva sobre la base del saber científico disponible. La idea de que la naturaleza de la experiencia subjetiva pueda ser captada eficazmente por el estudio de sus correlatos conductuales es errónea. Aunque mente y conducta sean fenómenos biológicos, mente es mente y conducta es conducta. Pueden relacionarse, y la relación será más precisa conforme progrese la ciencia, pero mente y conducta son diferentes en lo tocante a sus especificaciones respectivas.”
A. Damasio, 2000, p. 335-336.

#### Vilayanur Ramachandran
En 1997 el neurólogo Vilayanur Ramachandran publicó junto al filósofo William Hirstein un artículo titulado Three Laws of Qualia. What neurology tells us about the biological functions of consciousness, qualia and the self. Lo que estos autores proponen es abordar los qualia desde una perspectiva empírica y no como un problema lógico o filosófico. 
En la página 433, los autores se preguntan cómo evolucionaron los qualia. Entonces, mencionan que es posible adoptar un punto de vista escéptico y plantear que, puesto que la descripción científica objetiva del mundo está completa sin qualia, es un sinsentido hacerse la pregunta de por qué evolucionaron o para qué son los qualia. Pero los autores descartan de plano tal opción. Mencionan que, de hecho, en base al principio de parsimonia de la navaja de Occam, se podría aceptar el epifenomenalismo y negar los qualia ya que no son necesarios para una descripción del funcionamiento del cerebro. Sin embargo, Ramachandran y Hirstein (1997) sostienen que la navaja de Occam no es útil para el descubrimiento científico. Ejemplifican lo anterior con el descubrimiento de la relatividad en la física, que no fue el producto de aceptar la navaja de Occam sino que de rechazarla y formular la pregunta de si podría ser que una generalización más profunda, no requerida por los datos disponibles actualmente, fuera verdadera y permitiera realizar predicciones inesperadas. La mayoría de los descubrimientos científicos surgen, sostienen estos autores, de conjeturas ontológicamente promiscuas que no provienen de los datos actuales.
Luego los autores señalan que el escepticismo podría estar justificado en el campo filosófico, pero que la ciencia es el lugar equivocado para tal escepticismo. Preguntas escépticas que ellos dan como ejemplos son preguntarnos si “tu rojo no es mi verde” o si podemos tener certeza lógica de que no estamos soñando. La ciencia, aseveran estos autores, se ocupa de lo que es probablemente cierto, más allá de dudas razonables, no de lo que se puede saber con total y absoluta certeza. Al comienzo de la página 430 del mismo artículo los autores mencionan que la mayoría de los neurocientíficos e incluso la mayoría de los psicólogos disputan la existencia misma del “problema” de los qualia (Ramachandran & Hirstein, 1997).